# Fycobilisoom
Een fycobilisoom is een lichtopvangsysteem in het fotosysteem II die voorkomt in cyanobacteriën, roodwieren en glaucofyten. Het fycobilisoom bestaat uit eiwitcomplexen die verankerd zijn in het thylakoïdemembraan. Ze zijn opgebouwd uit verschillende chromofoorrijke eiwitten genaamd fycobiliproteïnen die onderling verbonden zijn door polypeptiden. Elk fycobilisoom heeft een kern van allofycocyanine waaraan naar buiten gerichte stapels gebonden zijn die fycocyaninen en eventueel fycoërytrinen bevatten.
Elk fycobiliproteïne heeft een specifieke absorptie- en emissiepiek in het lichtspectrum. Organismen kunnen fycobilisomen gebruiken om licht te vangen met een golflengte van ongeveer 500-650 nm, een gedeelte van het spectrum dat niet te vangen is met chlorofyl, en zo lichtenergie gebruiken voor fotosynthese. Dit is met name gunstig in diepere wateren, waar licht met langere golflengten minder doordringen en daarom minder direct beschikbaar is voor chlorofyl. De geometrische organisatie van een fycobilisoom is zeer elegant en resulteert in energieoverdracht met een efficiëntie van 95%.